# 1779
| [ Edytuj tabelę ]                  | |
| Król Polski                        | - 1764 Stanisław August Poniatowski 1795                                                                                                  |
| Emir Afganistanu                   | - 1772 Timur Szah Durrani 1793 |
| Współksiążęta Andory               | - 1771 Joaquín de Santiyán y Valdivielso 1779 - 1774 Ludwik XVI 1792                                                                      |
| Elektor Bawarii                    | - 1777 Karol Teodor 1799 |
| Sułtan Brunei                      | - 1762 Omar Ali Saifuddin I 1795 |
| Cesarz Chin                        | - 1735 Qianlong 1796 |
| Król Czech                         | - 1743 Maria Teresa 1780 |
| Król Danii                         | - 1766 Chrystian VII 1808 |
| Dalajlama                          | - 1758 Jamphel Gjaco 1804 |
| Król Francji                       | - 1774 Ludwik XVI 1792 |
| Król Gruzji                        | - 1762 Herakliusz II 1798 |
| Król Hiszpanii                     | - 1759 Karol III 1788 |
| Landgraf Hesji-Kassel              | - 1760 Fryderyk II Heski 1785 |
| Stadhouder Holandii                | - 1751 Wilhelm V Orański 1795 |
| Szach Iranu                        | - 1750 Karim Chan 1779 - 1779 Abu'l Fath Chan 1779 - 1779 Ali Murad Chan 1779 - 1779 Mohammad Ali Chan 1779 - 1779 Sadik Chan 1782        |
| Państwo Wielkich Mogołów           | - 1759 Shah Alam II 1806 |
| Król Irlandii                      | - 1760 Jerzy III Hanowerski 1820 |
| Cesarz Japonii                     | - 1770 Go-Momozono 1779 - 1779 Kōkaku 1817                                                                                                |
| Kalif                              | - 1773 Abdülhamid I 1789 |
| Prezydent Kongresu Kontynentalnego | - 1778 John Jay 1779 - 1779 Samuel Huntington 1781                                                                                        |
| Patriarcha Konstantynopola         | - 1774 Sofroniusz II 1780 |
| Władca Korei                       | - 1776 Chŏngjo 1800 |
| Książę Kurlandii i Semigalii       | - 1769 Piotr Biron 1795 |
| Emir Kuwejtu                       | - 1762 Abd Allah I 1814 |
| Książę Liechtensteinu              | - 1772 Franciszek Józef I 1781 |
| Sułtan Maroka                      | - 1757 Muhammad III 1790 |
| Książę Monako                      | - 1733 Honoriusz III 1793 |
| Król Nawarry                       | - 1774 Ludwik XVI 1791 |
| Król Nepalu                        | - 1777 Rana Bahadur 1799 |
| Król Norwegii                      | - 1766 Chrystian VII 1784 |
| Sułtan Omanu                       | - 1749 Ahmad ibn Sa’id 1783 |
| Elektor Palatynatu                 | - 1742 Karol IV Teodor 1799 |
| Papież                             | - 1775 Pius VI 1799 |
| Książę Parmy i Piacenzy            | - 1765 Ferdynand 1802 |
| Król Portugalii                    | - 1777 Maria I 1816 - 1777 Piotr III (król iure uxoris) 1786                                                                              |
| Król Prus                          | - 1772 Fryderyk II Wielki 1786 |
| Car Rosji                          | - 1762 Katarzyna II Wielka 1796 |
| Cesarz Rzymski (niemiecki)         | - 1765 Józef II Habsburg 1790 |
| Kapitanowie Regenci San Marino     | - 1778 Giambattista Bonelli Pier Francesco Meloni 1779 - 1779 Giuliano Gozi Angelo Ortolani 1779 - 1779 Filippo Belluzzi Pompeo Zoli 1780 |
| Elektor Saksonii                   | - 1763 Fryderyk August III 1806 |
| Król Sardynii                      | - 1773 Wiktor Amadeusz III 1796 |
| Król Szwecji                       | - 1771 Gustaw III 1792 |
| Król Tajlandii                     | - 1769 Taksin 1782 |
| Sułtan Turków                      | - 1774 Abdülhamid I 1789 |
| Doża Wenecji                       | - 1763 Alvise Giovanni Mocenigo 1779 - 1779 Paolo Renier 1789                                                                             |
| Król Węgier                        | - 1740 Maria Teresa 1780 |
| Monarcha Wielkiej Brytanii         | - 1760 Jerzy III 1820 |
| Premier Wielkiej Brytanii          | - 1770 Lord North 1782 |
| Cesarz Wietnamu                    | - 1778 Thái Đức 1788 |

Rok 1779 / MDCCLXXIX
stulecia: XVII wiek ~
XVIII wiek ~
XIX wiek

lata: 1769 «
1774 «
1775 «
1776 «
1777 «
1778 «
1779
» 1780
» 1781
» 1782
» 1783
» 1784
» 1789

## Wydarzenia w Polsce
- 13 maja – zawarto pokój cieszyński, kończący wojnę o sukcesję bawarską.

- W Warszawie zaczęto regularnie robić pomiary meteorologiczne.

## Wydarzenia na świecie
- 14 lutego:
  - wojna o niepodległość Stanów Zjednoczonych: zwycięstwo Amerykanów w bitwie nad Kettle Creek w Georgii.
  - James Cook został zabity przez tubylców na Hawajach.
- 3 marca – wojna o niepodległość Stanów Zjednoczonych: zwycięstwo Brytyjczyków w bitwie nad Brier Creek (Georgia).
- 23 marca – Edward Pigott po raz pierwszy opisał galaktykę M64.
- 22 kwietnia – założono najstarszą osadę w Patagonii (obecnie miasto Viedma).
- 16 czerwca – Hiszpania wypowiedziała wojnę Wielkiej Brytanii i rozpoczęła oblężenie Gibraltaru.
- 20 czerwca – wojna o niepodległość Stanów Zjednoczonych: bitwa pod Charleston (ang. Battle of Stono Ferry).
- 16 lipca – wojna o niepodległość Stanów Zjednoczonych: bitwa pod Stoney Point, ostatnia bitwa na północy kontynentu.
- 8 sierpnia – erupcja Wezuwiusza.
- 19 sierpnia – wojna o niepodległość Stanów Zjednoczonych: zwycięstwo amerykańskie w bitwie o Paulus Hook.
- 16 września-18 października – wojna o niepodległość Stanów Zjednoczonych: bitwa pod Savannah.
- 16 grudnia – Kōkaku został intronizowany na cesarza Japonii.

- Pierwsza wojna Burów z plemionami Bantu.

## Urodzili się
- 4 stycznia - Robert Henry Goldsborough, amerykański polityk, senator ze stanu Maryland (zm. 1836)
- 14 stycznia - Joseph Kent, amerykański polityk, senator ze stanu Maryland (zm. 1837)
- 24 stycznia - Elżbieta Aleksiejewna, caryca Rosji (zm. 1826)
- 4 marca - Kazimierz Dziekoński, polski generał brygady, uczestnik powstania listopadowego (zm. 1849)
- 19 marca - Józef Dwernicki, polski generał (zm. 1857)
- 26 marca - Anna Potocka, polska szlachcianka, pamiętnikarka (zm. 1867)
- 17 kwietnia - Anzelm Brodziszewski, polski duchowny katolicki, biskup pomocniczy gnieźnieński (zm. 1866)
- 21 kwietnia - Agnieszka Opacka, polska hrabina (zm. 1863)
- 8 maja – Konstanty Pawłowicz, syn Pawła I, brat Aleksandra I i Mikołaja I, wielki książę rosyjski (zm. 1831)
- 28 maja – Thomas Moore, irlandzki poeta i pisarz (zm. 1852)
- 19 czerwca - Joseph Schuberth, niemiecki duchowny katolicki, biskup pomocniczy wrocławski (zm. 1835)
- 22 lipca - Edward Lloyd, amerykański polityk, senator ze stanu Maryland (zm. 1834)
- 7 sierpnia – Carl Ritter, geograf niemiecki (zm. 1859)
- 20 sierpnia – Jöns Jacob Berzelius, szwedzki chemik, lekarz (zm. 1848)

- 26 września - Ludwik Wilhelm Pusch, niemiecko-śląski architekt związany z pszczyńskim państwem stanowym (zm. 1833)
- 5 października - Franciszek Żymirski, polski generał dywizji (zm. 1831)
- 5 listopada – Washington Allston, malarz i pisarz amerykański (zm. 1843)
- 10 listopada – Anna Maria Javouhey, francuska zakonnica, błogosławiona katolicka (zm. 1851)
- 14 listopada – Adam Gottlob Oehlenschläger, duński poeta i dramaturg (zm. 1850)
- 12 grudnia – Magdalena Zofia Barat, francuska zakonnica, założycielka Zgromadzenia Najświętszego Serca Jezusa, święta katolicka (zm. 1865)
- 16 grudnia – Franciszek Ksawery Drucki Lubecki, polski polityk (zm. 1846)

## Zmarli
- 3 stycznia – Claude Bourgelat, francuski hippolog, założyciel pierwszych szkół weterynaryjnych (ur. 1712)
- 20 stycznia – David Garrick, aktor angielski (ur. 1717)
- 14 lutego – James Cook, angielski żeglarz, odkrywca (ur. 1728)
- 29 czerwca – Anton Raphael Mengs, niemiecki malarz i teoretyk sztuki (ur. 1728)
- 11 października – Kazimierz Pułaski z ran odniesionych w bitwie pod Savannah, marszałek konfederacji barskiej, bohater wojny o niepodległość Stanów Zjednoczonych (ur. 1745)
- 27 października – Wacław Rzewuski, hetman wielki koronny, dramatopisarz (ur. 1706)

- 1 grudnia - Johann Lucas Kracker, austriacko-czeski malarz epoki baroku (ur. 1717)
- 6 grudnia – Jean Chardin, francuski malarz (ur. 1699)
- 16 grudnia – Go-Momozono, cesarz japoński (ur. 1758)

## Święta ruchome
- Tłusty czwartek: 11 lutego
- Ostatki: 16 lutego
- Popielec: 17 lutego
- Niedziela Palmowa: 28 marca
- Wielki Czwartek: 1 kwietnia
- Wielki Piątek: 2 kwietnia
- Wielka Sobota: 3 kwietnia
- Wielkanoc: 4 kwietnia
- Poniedziałek Wielkanocny: 5 kwietnia
- Wniebowstąpienie Pańskie: 13 maja
- Zesłanie Ducha Świętego: 23 maja
- Boże Ciało: 3 czerwca